# Ermita de Nuestra Señora de los Desamparados (Los Ibarzos)
La ermita de Nuestra Señora de los Desamparados de los Ibarzos, ubicada en la plaza de la Iglesia, pedanía de Sierra Engarcerán, en la comarca de la Plana Alta, es un edificio catalogado, de manera genérica, como Bien de Relevancia Local, según la Disposición Adicional Quinta de la Ley 5/2007, de 9 de febrero, de la Generalitat, de modificación de la Ley 4/1998, de 11 de junio, del Patrimonio Cultural Valenciano (DOCV Núm. 5.449 / 13/02/2007), con código: 12.05.105-004.
Esta ermita pertenece a la Diócesis de Segorbe Castellón, que la cataloga de iglesia parroquial, y mantiene abierta al culto de forma regular.
Ya en 1583, cuando los Ibarzos no eran más que una masía familiar, se tiene documentación de la existencia del asentamiento poblacional, ya que la familia propietaria del terreno era de la familia Ivars, linaje noble valenciano de importantes intereses agrícolas y ganaderos en la zona. Es por iniciativa de esta familia que en el año 1799 se construye una capilla que sirvió de centro para la creación de un asentamiento poblacional de mayor tamaño que la masía original.
El edificio es de reducidas dimensiones y se encuentra adosado por la parte derecha a casas particulares. La fachada es perpendicular a la línea de viviendas. El carácter renacentista de la estructura de la capilla queda patente en la presencia de una cúpula de tejas piramidal muy primitiva, la cual se eleva sobre tambor octogonal. El remate de la cubierta es a dos aguas acabado en teja, pero como la planta presenta diversas alturas la cubierta de alguna zona, como el caso de la sacristía, que es de menor altura que la cabecera, es independiente y a tres aguas.
Presenta una lisa y rectangular fachada rematada en cornisa recta, la cual se decora con cruces y pináculos, es aquí donde se alza la espadaña (en cuya base se lee la fecha 31 de mayo de 1945) con cruz y hueco para una campana. La puerta de acceso al templo sigue líneas rectas que forman un rectángulo adintelado (en sillares de piedra y con zócalo pintado; y en cuyo centro superior se ubica una piedra esculpida en motivos vegetales con la fecha de construcción, 1799) en cuyo interior se abren dos lienzos de madera emplanchada.
Esta pedanía de los Ibarzos celebra las fiestas a su patrona (la Virgen de los Desamparados) entre los días 7 y 15 de mayo, siendo el segundo domingo de mayo (día de la Virgen de los Desamparados) el día central de la fiesta. En ese día hay ofrenda de flores, misa en la ermita, procesión de la imagen por el pueblo y numerosos actos populares como bailes, bous al carrer, etc.